# Tramway de Bursa
 (décembre 2012).
Si vous disposez d'ouvrages ou d'articles de référence ou si vous connaissez des sites web de qualité traitant du thème abordé ici, merci de compléter l'article en donnant les références utiles à sa vérifiabilité et en les liant à la section « Notes et références ».
Le tramway de Bursa ou Bursaray est un système de tramways historiques desservant la ville de Bursa (en Turquie). La ligne circulent sur la Cumhuriyet Caddesi (avenue de la République) et compte neuf stations. Un réseau de tramways modernes est en construction : il s'agira d'une ligne circulaire de 6,5 km et comportant 13 arrêts.